# 季斯納
季斯納（羅馬化：Dzisna，羅馬化：Disna）是白俄羅斯維捷布斯克州米奧雷區内的城市，位於區府米奧雷以東45公里的道加瓦河左岸，距離州府維捷布斯克131公里，由維捷布斯克州負責管轄，2023年人口数量为1,417人。第二次世界大戰期間，納粹德國在1941年7月5日至1944年7月4日佔領該鎮。